# Eremiaphila gigas
Eremiaphila gigas è una specie di mantide religiosa appartenente al genere Eremiaphila.